# Jabu Mahlangu
Jabu Jeremiah Pule-Mahlangu (Daveyton, 11 de julho de 1980) é um ex-futebolista sul-africano que atuava como meia-atacante.

## Carreira
O primeiro clube de Pule foi o Kaizer Chiefs. O clube se recusou a renovar seu contrato quando terminou em 2004 devido a conduta não profissional. Ele começou a jogar pelo SV Mattersburg, mas depois de oito meses, foi convidado a deixar o clube após bater o carro sob a influência de álcool. Duas vezes enviado a uma clínica de reabilitação para superar seus problemas com bebida e drogas, Pule foi demitido pelo SuperSport United no final de 2005, após perder várias sessões de treinamento.[carece de fontes?] Irvin Khoza, presidente do Orlando Pirates, contratou o ex-internacional sul-africano, que havia sido expulso de três clubes anteriores. No início de 2006, Jabu Pule mudou seu sobrenome para Mahlangu, o nome de seu falecido pai.
Pule deixou a África do Sul em 23 de junho de 2008 para testes com os clubes suecos Helsingborgs IF, IF Limhamn Bunkeflo e Östers IF, após treinar sob a orientação de Farouk Khan em sua academia na África do Sul. Ele completou 13 jogos pelo Östers IF na Divisão 1 Södra, quando o time chegou perto da promoção ao Superettan, sem nenhum dos comportamentos problemáticos que haviam prejudicado sua carreira anteriormente.
Toni Nhleko representou a Seleção Sul-Africana de Futebol, nas Olimpíadas de 2000. 
Pule, como é mais conhecido, participou da Copa de 2002, tendo disputado apenas um jogo.